# Kim Bauer

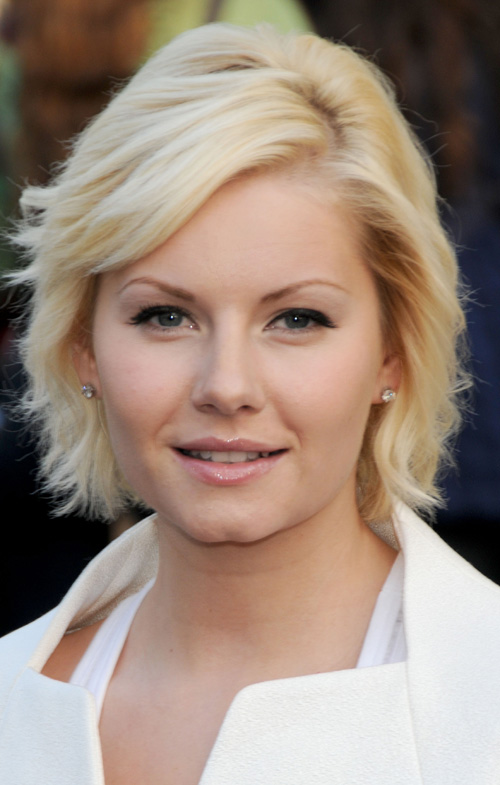
Elisha Cuthbert, de actrice die Kim Bauer speelt

Kimberly "Kim" Bauer is een personage uit de 24-franchise, gespeeld door de Canadese actrice Elisha Cuthbert. Tot nu was ze in 79 afleveringen van de 24-televisieserie te zien, enkel minder dan Jack Bauer, Tony Almeida, Chloe O'Brian en David Palmer.
Kim is de dochter van Jack en Teri Bauer. Ze was voor het eerst te zien in de allereerste aflevering van de televisieserie in 2001, en speelde daarna in bijna elke aflevering van de eerste drie seizoenen.
Volgens 24: The Game zat Kim op Santa Monica High School, verliet ze die school vroegtijdig en volgde ze vervolgens een computerprogrammeursopleiding aan Santa Monica College. Daarna besloot ze een baan te nemen bij CTU in Los Angeles. In seizoen 4 was ze niet te zien, volgens Jack woonde ze in Valencia in Californië en voedde ze Edmunds' dochter Angela op. Ook werkte ze toen niet meer bij CTU. In seizoen 5 ontmoeten Kim en Jack elkaar voor het eerst in jaren. Daarna laat Kim weer heel lang niets van zich horen, maar in seizoen 7 en 8 duikt ze weer op in de serie. Kim heeft dan inmiddels een dochtertje, Terri.

## Seizoen 1
In het eerste seizoen ontsnappen Kim en haar vriendin Janet York uit hun huizen om Dan en Rick te ontmoeten. Zij ontvoeren de meisjes echter. Hoewel beide meisjes weten te ontsnappen (Janet sterft later nadat ze wordt aangereden door een auto), wordt Kim opnieuw gevangengenomen en meegenomen naar Ira Gaines, die haar vasthoudt om Jack Bauer onder controle te kunnen houden. Al snel wordt haar moeder Teri Bauer ook gevangengenomen. Later weten ze met de hulp van Rick en haar vader Jack Bauer te ontsnappen.
Wanneer Kimberly en Teri dan eindelijk in veiligheid zijn worden ze naar een beveiligd huis gebracht. Het huis wordt echter aangevallen door de mannen van terrorist Victor Drazen. Zowel Kim en Teri weten te ontsnappen aan de criminelen, maar de twee worden gescheiden van elkaar na een auto-ongeluk. Kim besluit naar Ricks huis te gaan voor hulp. Daar komt ze in de problemen wanneer de drugsdealer Frank, die de broer van Dan is, een van de jongens die haar ontvoerde en later werd vermoord, zijn geld wil hebben. Het blijkt later een grote undercoveroperatie van de politie te zijn om de drugshandelaars te pakken te krijgen, en iedereen in het huis, waaronder Kim, wordt gearresteerd. Kim vertelt de politie dat ze niets te maken heeft met de drugshandel en dat ze de dochter is van CTU-agent Jack Bauer. Dit verhaal wordt later bevestigd en Kim wordt vrijgelaten. Wanneer ze door een van de agenten naar CTU wordt gebracht wordt de auto geramd door een van de mannen van Gaines. De politieagent wordt gedood en Kim wordt gevangengenomen. Jack sluit later een overeenkomst met de Drazens zodat hij vastzit in plaats van Kim. Alvorens dat gebeurt weet Kim te ontsnappen. Ze keert veilig terug naar CTU, waar ze wordt opgewacht door Teri en Jack. Vlak na de samenkomst vindt Kim haar moeder, Teri, doodgeschoten. De dader blijkt Nina Myers te zijn.

## Seizoen 2
Zowel Jack als Kim kunnen niet overweg met de dood van Teri. Jack werkt niet meer bij CTU terwijl Kim haar school heeft verlaten en een baan als oppas heeft. In de loop van de dag verandert alles voor beiden. Jack wordt door CTU gevraagd om mee te helpen met het stoppen van terroristen die een nucleaire bom willen laten ontploffen. Zodra Jack dit te weten komt, is het eerste wat hij doet Kim bellen om haar te vertellen dat ze zo spoedig mogelijk Los Angeles moet verlaten. Jack besluit mee te helpen met CTU, maar eist wel dat zijn dochter in veiligheid wordt gebracht.
Kim reageert niet op het verzoek van Jack om Los Angeles te verlaten. Ze heeft zelf grote problemen als ze ontdekt dat Megan, het kind waar ze op past, wordt mishandeld door haar vader. Ze neemt Megan mee en verlaat vervolgens Los Angeles. Kim brengt haar naar een ziekenhuis, waar de verplegers denken dat zij het is die Megan heeft mishandeld. Kim, haar vriendje Miguel en Megan weten het ziekenhuis alsnog te verlaten door de auto van Megans vader te stelen. Dan worden ze aangehouden vanwege een snelheidsovertreding. De politieagent ziet dat er bloed uit de kofferbak stroomt. In de kofferbak blijkt Megans moeder vermoord te liggen. Kim en Miguel worden gearresteerd vanwege mogelijke betrokkenheid bij moord en terug meegenomen naar Los Angeles.
Op weg naar Los Angeles sticht Miguel een brand waarna de auto verongelukt. Miguel is echter te ernstig verwond om te vluchten, maar Kim is dat niet en ze rent weg. In de wildernis komt ze een huisje van een stadsvluchteling tegen. Ze mag van hem de dag bij hem doorbrengen. Omdat hij gezelschap wil doet hij Kim geloven dat de bom ontploft is, en hij neemt haar mee naar de fall-outkelder onder het huis. Terwijl ze daar zijn ontdekt Kim dat hij loog, omdat de televisie niets van de ramp laat zien en enkel lokale nieuwsberichten en honkbalwedstrijden uitzendt. Ze confronteert hem met haar ontdekking en ze verlaat het gebouw.
Nadat Kim het gebouw heeft verlaten leent ze een mobiele telefoon om contact te leggen met CTU. Daar komt ze in verbinding met Jack, die de nucleaire bom naar de woestijn wil vliegen zodat niemand zal omkomen. Kim realiseert zich dat haar vader hierbij om het leven zal komen, en ze verontschuldigt zich voor haar gedrag. In een emotioneel gesprek vertelt Jack dat hij van haar houdt en dat niets van wat vandaag gebeurde haar schuld is. De rest van de dag heeft Kim diverse tegenslagen, zo wordt ze het slachtoffer van een overval op een supermarkt en wordt ze nogmaals geconfronteerd door Megans vader, die haar wil neerschieten. Inmiddels weet Kim ook dat het niet langer noodzakelijk was voor Jack om te sterven om de bom veilig te laten ontploffen, en ze is daarom erg opgelucht. Haar vader vertelt haar dat ze Megan moet neerschieten, en ze doet het ook. Het seizoen eindigt voor Kim wanneer ze in de armen van haar vader wordt gehouden. Dan pas realiseert ze zich dat haar vader niets meer om voor te leven had omdat haar moeder Teri overleed en omdat zijzelf zich distantieerde van Jack.
Miguel verliest zijn beide benen als gevolg van het auto-ongeluk. Hij besloot de relatie tussen hem en Kim niet voort te zetten.

## 24: The Game
Kim werkt inmiddels voor CTU. Ze heeft een relatie met Chase Edmuns. Later in het spel wordt ze ontvoerd door terroristen.

## Seizoen 3
Kim heeft inmiddels een opleiding computerwetenschappen gevolgd en ze werkt bij CTU. Daar ontmoette ze Chase Edmuns, een CTU-agent, met wie ze een relatie heeft. Jack, de partner van Chase, weet niets van hun relatie. Verder in het seizoen komt Jack te weten van hun affaire. Kim maakt die dag ook kennis met een ander aspect van Chases leven, zijn dochter. Hoewel Jack Kim juist bij CTU liet werken om er zeker van te zijn dat ze in veiligheid is, wordt haar gevraagd zich voor te doen als de dochter van een van de terroristen, zodat ze de echte dochter kunnen ontvoeren. Het is een riskante zaak, waarbij veel spanning tussen Jack, Kim en Tony Almeida ontstaat, maar ze neemt de klus aan. Na seizoen drie verlaten Kim en Chase CTU en beginnen ze een nieuw leven in Valencia en voeden ze samen Chases dochter op.

## Seizoen 5
Nadat Jacks dood in scène werd gezet, wat Kim overigens niet wist, verliet Chase haar. In seizoen 5 komt ze te weten dat Jack niet dood is. Jack en Kim ontmoeten elkaar in CTU. Kim heeft haar vriend Barry Landes, een psycholoog, meegenomen. Jack lijkt niet blij te zijn met haar relatie. Terwijl Kim aanwezig is bij CTU wordt het gebouw aangevallen door terroristen met het Sentox-zenuwgas. Samen met meerdere andere CTU-medewerkers wordt ze in een beveiligde kamer opgesloten om te voorkomen dat ze het zenuwgas inademen. Na de aanslag verlaat Kim haar vader, omdat ze er niet tegen kan dat elke keer dat ze bij haar vader is het bezoek omringd is door dood en verderf. Ook kan ze er niet tegen dat haar niet verteld is dat haar vader niet dood is. Chloe O'Brian legt haar uit dat Jack haar wel vertrouwde, maar dat ze anders waarschijnlijk ook vermoord zou worden, net als de andere personen die wisten van de in scène gezette dood van Jack. Jack laat Landes weten dat ze samen met haar Los Angeles zo snel mogelijk moet verlaten.

## Seizoen 7
Kim heeft haar vader al een lange tijd niet gezien of gesproken. Nu Jack in nood is, ontmoeten ze elkaar opnieuw.

## Stamboom
De stamboom van de familie Bauer:
|               |               |               |               |               |               |            |            |            |            | Phillip Bauer | Phillip Bauer | Phillip Bauer | Phillip Bauer | Phillip Bauer | Phillip Bauer |             |             |  |  |            |            | Mevrouw Bauer | Mevrouw Bauer | Mevrouw Bauer | Mevrouw Bauer | Mevrouw Bauer | Mevrouw Bauer |           |           |           |           |            |            |            |            |            |            |  |  |       |       |       |       |       |       |  |  |
|               |               |               |               |               |               |            |            |            |            | Phillip Bauer | Phillip Bauer | Phillip Bauer | Phillip Bauer | Phillip Bauer | Phillip Bauer |             |             |  |  |            |            | Mevrouw Bauer | Mevrouw Bauer | Mevrouw Bauer | Mevrouw Bauer | Mevrouw Bauer | Mevrouw Bauer |           |           |           |           |            |            |            |            |            |            |  |  |       |       |       |       |       |       |  |  |
|               |               |               |               |               |               |            |            |            |            |               |               |               |               |               |               |             |             |  |  |            |            |               |               |               |               |               |               |           |           |           |           |            |            |            |            |            |            |  |  |       |       |       |       |       |       |  |  |
|               |               |               |               |               |               |            |            |            |            |               |               |               |               |               |               |             |             |  |  |            |            |               |               |               |               |               |               |           |           |           |           |            |            |            |            |            |            |  |  |       |       |       |       |       |       |  |  |
| Marilyn Bauer | Marilyn Bauer | Marilyn Bauer | Marilyn Bauer | Marilyn Bauer | Marilyn Bauer |            |            |            |            |               |               | Graem Bauer   | Graem Bauer   | Graem Bauer   | Graem Bauer   | Graem Bauer | Graem Bauer |  |  | Jack Bauer | Jack Bauer | Jack Bauer    | Jack Bauer    | Jack Bauer    | Jack Bauer    |               |               |           |           |           |           | Teri Bauer | Teri Bauer | Teri Bauer | Teri Bauer | Teri Bauer | Teri Bauer |  |  | Carol | Carol | Carol | Carol | Carol | Carol |  |  |
| Marilyn Bauer | Marilyn Bauer | Marilyn Bauer | Marilyn Bauer | Marilyn Bauer | Marilyn Bauer |            |            |            |            |               |               | Graem Bauer   | Graem Bauer   | Graem Bauer   | Graem Bauer   | Graem Bauer | Graem Bauer |  |  | Jack Bauer | Jack Bauer | Jack Bauer    | Jack Bauer    | Jack Bauer    | Jack Bauer    |               |               |           |           |           |           | Teri Bauer | Teri Bauer | Teri Bauer | Teri Bauer | Teri Bauer | Teri Bauer |  |  | Carol | Carol | Carol | Carol | Carol | Carol |  |  |
|               |               |               |               |               |               |            |            |            |            |               |               |               |               |               |               |             |             |  |  |            |            |               |               |               |               |               |               |           |           |           |           |            |            |            |            |            |            |  |  |       |       |       |       |       |       |  |  |
|               |               |               |               |               |               | Josh Bauer | Josh Bauer | Josh Bauer | Josh Bauer | Josh Bauer    | Josh Bauer    |               |               |               |               |             |             |  |  |            |            |               |               |               |               | Kim Bauer     | Kim Bauer     | Kim Bauer | Kim Bauer | Kim Bauer | Kim Bauer |            |            |            |            |            |            |  |  |       |       |       |       |       |       |  |  |